# Roland Lutz
Roland Lutz (1959) è un ex sciatore alpino svizzero.

## Biografia
Discesista puro, Lutz vinse la medaglia d'oro agli Europei juniores di Kranjska Gora 1977 e in quella stessa stagione 1976-1977 fu 3º nella classifica di specialità in Coppa Europa, mentre nella successiva stagione 1977-1978 si piazzò 2º. Gareggiò anche in Coppa del Mondo, senza ottenere piazzamenti di rilievo; non prese parte a rassegne olimpiche e non ottenne piazzamenti ai Campionati mondiali.

## Palmarès

### Europei juniores
- 1 medaglia[1]:
  - 1 oro (discesa libera a Kranjska Gora 1977)